# Реймонд Мур (тенісист)
Реймонд Мур (англ. Raymond Moore; нар. 24 серпня 1946) — колишній південноафриканський тенісист.
Найвищу одиночну позицію світового рейтингу — 34 місце досяг 24 серпня 1976 року.
Здобув 9 одиночних та 8 парних титулів.
Найвищим досягненням на турнірах Великого шолома були чвертьфінали в одиночному розряді.
Завершив кар'єру 1983 року.

## Фінали за кар'єру

### Парний розряд (8–13)
| Результат | W/L  | Дата     | Турнір                               | Покриття   | Партнер         | Суперники                        | Рахунок                 |
| --------- | ---- | -------- | ------------------------------------ | ---------- | --------------- | -------------------------------- | ----------------------- |
| Поразка   | 0–1  | Сер 1969 | Торонто, Канада                      | Ґрунт      | Батч Бухгольц   | Роналд Голмберг Джон Ньюкомб     | 3–6, 6–4                |
| Поразка   | 0–2  | Січ 1971 | Окленд, Нова Зеландія                | Трава      | Браян Феерлі    | Боб Кармайкл Рей Раффелз         | 3–6, 7–6, 4–6, 6–4, 3–6 |
| Поразка   | 0–3  | Чер 1973 | Лондон/Queen's Club, Велика Британія | Трава      | Рей Келді       | Том Оккер Марті Ріссен           | 4–6, 5–7                |
| Поразка   | 0–4  | Вер 1973 | Аптос, США                           | Тверде     | Онні Парун      | Джефф Остін Фред Макнеер         | 2–6, 1–6                |
| Поразка   | 0–5  | Бер 1974 | Палм-Дезерт, США                     | Тверде     | Онні Парун      | Ян Кодеш Владімір Зеднік         | 4–6, 4–6                |
| Перемога  | 1–5  | Кві 1974 | Токіо, Японія                        | Тверде     | Онні Парун      | Хуан Хісберт стар. Роджер Тейлор | 4–6, 6–2, 6–4           |
| Перемога  | 2–5  | Лис 1974 | Відень, Австрія                      | Тверде (i) | Ендрю Паттісон  | Боб Г'юїтт Фрю Макміллан         | 6–4, 5–7, 6–4           |
| Поразка   | 2–6  | Кві 1975 | Тусон, США                           | Тверде     | Денніс Ролстрон | Вільям Браун Рауль Рамірес       | 6–2, 6–7, 4–6           |
| Перемога  | 3–6  | Сер 1975 | Торонто, Канада                      | Тверде     | Кліфф Дрісдейл  | Ян Кодеш Іліє Настасе            | 6–4, 5–7, 7–6           |
| Поразка   | 3–7  | Бер 1976 | Indian Wells Open, США               | Тверде     | Ерік ван Діллен | Колін Діблі Сенді Меєр           | 4–6, 7–6, 6–7           |
| Поразка   | 3–8  | Тра 1976 | Дюссельдорф, Німеччина               | Ґрунт      | Боб Кармайкл    | Войцех Фібак Карл Майлер         | 4–6, 6–4, 4–6           |
| Перемога  | 4–8  | Жов 1976 | Мауї, США                            | Тверде     | Аллан Стоун     | Дік Стоктон Роско Теннер         | 6–7, 6–3, 6–4           |
| Поразка   | 4–9  | Гру 1977 | Йоганнесбург, ПАР                    | Тверде     | Пітер Флемінг   | Боб Лутц Стен Сміт               | 3–6, 5–7, 7–6, 6–7      |
| Перемога  | 5–9  | Лют 1978 | Indian Wells Open, США               | Тверде     | Роско Теннер    | Боб Г'юїтт Фрю Макміллан         | 6–4, 6–4                |
| Перемога  | 6–9  | Гру 1978 | Йоганнесбург, ПАР                    | Тверде     | Пітер Флемінг   | Боб Г'юїтт Фрю Макміллан         | 6–3, 7–6                |
| Поразка   | 6–10 | Кві 1979 | Йоганесбурґ, ПАР                     | Тверде     | Іліє Настасе    | Колін Даудесвелл Гайнц Ґюнтгардт | 3–6, 6–7                |
| Перемога  | 7–10 | Вер 1979 | Атланта, США                         | Тверде     | Іліє Настасе    | Стів Дочерті Еліот Телчер        | 6–4, 6–2                |
| Поразка   | 7–11 | Кві 1980 | Новий Орлеан, США                    | Килим      | Роберт Троголо  | Террі Мур Еліот Телчер           | 6–7, 1–6                |
| Поразка   | 7–12 | Лис 1980 | Париж, Франція                       | Тверде (i) | Браян Готтфрід  | Паоло Бертолуччі Адріано Панатта | 4–6, 4–6                |
| Перемога  | 8–12 | Кві 1981 | Йоганнесбург, ПАР                    | Тверде     | Бернард Міттон  | Боб Г'юїтт Фрю Макміллан         | 7–5, 3–6, 6–1           |
| Поразка   | 8–13 | Лип 1981 | Гілверсум, Нідерланди                | Ґрунт      | Ендрю Паттісон  | Гайнц Ґюнтгардт Балаж Тароці     | 0–6, 2–6                |